# USS Nevada (BM-8)
USS „Nevada” (BM-8) – monitor floty USA.
Budowę okrętu rozpoczęto 17 kwietnia 1899 roku (pod nazwą USS „Connecticut”) w stoczni Bath Iron Works, Bath, ME. Został zwodowany 24 listopada 1900 roku. W styczniu 1901 roku zmieniono nazwę na USS „Nevada”. Do służby wszedł 5 marca 1903 roku.
Kolejnej zmiany nazwy dokonano 2 marca 1909, gdy okręt otrzymał nazwę USS „Tonopah”.
Okręt został wycofany ze służby 1 lipca 1920 roku. Sprzedano go 26 stycznia 1922 roku.

## Dane techniczne
- Pancerz
  - boczny 5 – 11 cali
  - barbety 9 – 10 cali
  - stanowisko dowodzenia – 7,5 cala